# 比洛里昌西克 (普里阿佐夫西克區)
46°39′35″N 35°38′30″E / 46.65972°N 35.64167°E
比洛里昌西克（烏克蘭語：Білорічанське）是位於烏克蘭東南部的村莊，由扎波羅熱州梅利托波爾區的普里亞速斯凱市鎮負責管轄。該村始建於1943年，面積0.58平方公里，海拔高度9米，2001年人口91，人口密度每平方公里156.9人。